# Georg Kühne (Ingenieur)
Georg Kühne (* 20. Juni 1880 in Halberstadt; † 25. März 1941 in München) war ein deutscher Ingenieur und Hochschullehrer. 

## Leben
Georg Kühne war der Sohn eines Armaturenfabrikanten. Nach dem wirtschaftlichen Zusammenbruch von dessen Unternehmen wurde er Schlosserlehrling im Nachfolgebetrieb und in der Maschinenfabrik Buckau R. Wolf. Als Schlosser arbeitete er danach bei Blohm & Voß. Als Gasthörer konnte Kühne dank der finanziellen Unterstützung durch Verwandte einige Semester an der TH Braunschweig studieren. Ein Stipendium der Deutschen Landwirtschafts-Gesellschaft erlaubte ihm die Weiterbildung. Er wurde Assistent am Landmaschineninstitut der Universität Halle und später Mitarbeiter bei Gustav Fischer in Berlin. 1912 holt Kühne sein Abitur nach. 1914 promovierte er an der Universität in Gießen und erhielt im selben Jahr eine außerordentliche Professur an der Landwirtschaftlichen Hochschule Hohenheim. Dort war er auch Vorstand der Maschinenprüfanstalt. 1916 wurde er technischer Direktor im Unternehmen von August Ventzki in Graudenz.
1920 folgte Georg Kühne einem Ruf an die Universität Königsberg als ordentlicher Professor an den Lehrstuhl für Landmaschinen. 1924 erhielt er Berufungen an die Universität Breslau und an die Technische Hochschule München. Dem Ruf nach München folgend baute er dort in den Folgejahren ein Institut für Landmaschinen auf. Im Auftrag der Reichsregierung bereiste Kühne 1925 für mehrere Monate die Vereinigten Staaten, um die dortige Landmaschinentechnik kennenzulernen. In den Jahren 1927 und 1929 vertrat er die deutsche Landtechnik auf internationalen Landwirtschaftskongressen in Rom und Bukarest. Als Vorstand des Instituts für Landmaschinen der TH München war er auch Vorstand der Bayerischen Landesanstalt für landwirtschaftliches Maschinenwesen in Weihenstephan.
Georg Kühne gehörte dem Verein Deutscher Ingenieure (VDI) an. Er war Vorsitzender der Max-Eyth-Gesellschaft im VDI. In den Jahren 1936 und 1937 war er Mitglied des VDI-Vorstands. Er wurde auch in die Königsberger Gelehrte Gesellschaft und in das Institut international d’agriculture aufgenommen.
Georg Kühne war seit 1906 mit Helene, geborene Damköhler, verheiratet. Das Ehepaar hatte einen Sohn und eine Tochter. Er starb nach längerer schwerer Krankheit im März 1941.

## Buchveröffentlichungen (Auswahl)
- Untersuchungen über den Zugwiderstand eines Pflugwerkzeugmodelles bei verschiedenen Arbeitsbedingungen und ihre Anwendung auf praktische Verhältnisse. Dissertationsschrift. 1914.
- Die Technik in der Landwirtschaft in den Vereinigten Staaten von Nordamerika. P. Parey, Berlin 1926.
- Handbuch der Landmaschinentechnik. Julius Springer, Berlin 1928.
- Holz- und Holzkohlengaserzeuger für Kraftfahrzeuge. Beuth, Berlin 1935 (zusammen mit Franz Koch).